# Educación Sin Fronteras
Educación Sin Fronteras fue una Organización no gubernamental para el desarrollo, nacida en Barcelona en 1988 con el objetivo de trabajar activamente para hacer realidad el derecho universal a una educación de calidad para todos y todas a través de proyectos de cooperación internacional en América Latina y de programas de sensibilización en España.
En 2013 se fusionó con la Fundación Intervida dando lugar a la Fundación Educo.
Era una organización laica, independiente y sin ánimo de lucro, integrada principalmente por profesionales del campo de la educación y de la cooperación, que tenía como objetivo fomentar la participación activa de los diferentes sectores de la sociedad para construir un mundo más justo, equitativo y solidario. Se configuró como una organización referente en temas educativos y en la defensa y promoción del derecho a una educación de calidad para todas las personas. Entiendía la educación no solo como un derecho humano fundamental y una necesidad básica, sino también como la principal herramienta para la transformación y el desarrollo de personas y comunidades.
Educación Sin Fronteras centraba su trabajo en Cooperación Internacional, Educación para el Desarrollo y Campañas de concienciación y denuncia. La organización formó parte de la Coordinadora de Organizaciones No Gubernamentales para el Desarrollo de España (CONGDE), de diferentes coordinadoras y federaciones autonómicas y de redes internacionales en los países en los que actuaba.

## Proyectos de Cooperación al Desarrollo
La Cooperación Internacional era una de las líneas de trabajo de Educación Sin Fronteras, y realizaba proyectos o programas de desarrollo local siempre a través de una participación indirecta, contando siempre con ONG y población locales que ejecutan las acciones. Llegó a trabajar con unas 30 ONG locales de Latinoamérica.

## Educación para el Desarrollo
Bajo el nombre de Educación para el Desarrollo, Educación Sin Fronteras llevó a cabo un conjunto de acciones en España para sensibilizar y concienciar a la sociedad sobre los problemas que afectan a los países del 'Sur', generar actitudes solidarias y comprometidas e incidir ante los diferentes niveles de gobierno para impulsar políticas dirigidas a corregir las desigualdades en el mundo en temas como educación, desarrollo sostenible, igualdad, derechos humanos, equidad de género, interculturalidad o consumo responsable, entre otros.

## Campañas
Educación Sin Fronteras participó en campañas de concienciación y denuncia en diferentes temas relacionados con el derecho universal a la educación y contra las desigualdades en el mundo, entre las que destaca la Campaña Mundial por la Educación o Pobreza Cero. A la vez, impulsó campañas propias para reivindicar una enseñanza pública de calidad en España y en contra de los recortes económicos en este capítulo, como "¡Lo que hay que Wert!" (en www.loquehayquewert.org)

## Colaboración
La organización disponía de varias formas de colaboración y financiamiento, siendo el sistema de socios/as con derecho a voto el más importante. Contemplaba también una línea de colaboración con empresas y acceso a financiación pública de distintos organismos locales o internacionales.